# Lunbei
Lunbei (chinesisch 崙背鄉, Pinyin Lúnbèi xiāng, taiwanisch: Lūn-poè-hiong, Hakka: Lùn-poi-hiông / Lunˋ bue^ hiongˇ) ist eine Landgemeinde des Landkreises Yunlin in der Republik China (Taiwan). Etwa 40 % der Bevölkerung gehören der Volksgruppe der Hakka an. Die Hakka in Lunbei kamen ursprünglich aus der Gegend des chinesischen Zhao’an, weshalb sie als Zhao’an-Hakka (詔安客家人 Zhao’an Kejiaren) bezeichnet werden.

## Lage und Beschreibung

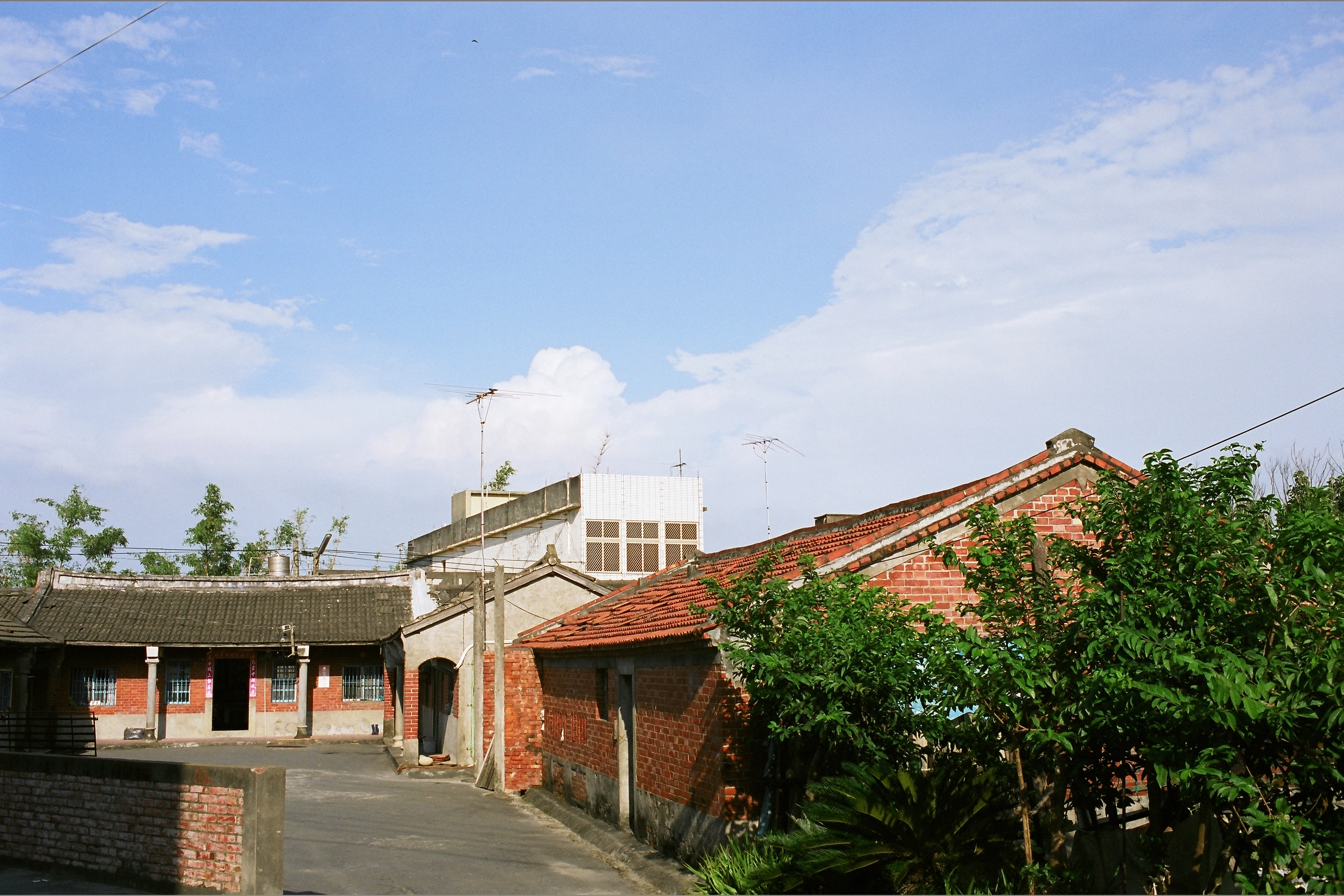
Traditionelles Gebäude in Lunbei

Lunbei liegt im Norden des Landkreises Yunlin in der Schwemmebene des Flusses Zhuoshui, der die Nordgrenze der Gemeinde bildet. Am gegenüberliegenden Ufer befindet sich die Gemeinde Dacheng des Landkreises Changhua. Die weiteren Nachbargemeinden Lunbeis sind Erlun im Osten, Huwei im Südosten, Tuku und Baozhong im Süden sowie Mailiao im Westen.
Lunbei verzeichnete seit dem späten 20. Jahrhundert einen kontinuierlichen Bevölkerungsrückgang. Lebten hier im Jahr 1981 über 32.000 Menschen, so waren es im September 2024 noch 22.658.

## Geschichte
Die Gegend von Lunbei war ursprünglich von taiwanischen Ureinwohnern des Volks der Hoanya bewohnt. Die seit Beginn des 18. Jahrhunderts einwandernden chinesischen Siedler nannten den Ort mit Bezug auf einen hier vorhandenen Hügel Lūn-poè (taiwanisch: „Hinterm Hügel“, chinesisch 崙背 Lunbei). Die Einwanderer machten das Land urbar und betrieben Landwirtschaft.
Die Dörfer der Region wurden erstmals zur Zeit der japanischen Herrschaft über Taiwan zur Gemeinde Lunbei zusammengefasst, die nach der Übernahme Taiwans durch die Republik China in den neuen Landkreis Yunlin eingegliedert wurde.

## Verkehr und Wirtschaft
In Lunbei kreuzen sich die Provinzstraße 19 (Nord nach Süd) und die Kreisstraße 156 (West nach Ost). Der Öffentliche Nahverkehr wird in Lunbei von Buslinien bestritten.
Lunbei ist weitgehend landwirtschaftlich geprägt. Bedeutend sind die Milchwirtschaft, Hühnerhaltung und Erzeugnisse wie Wassermelonen, Cantaloupe-Melonen, Bittermelonen, Reis und Tomaten. In neuerer Zeit werden in der Gemeinde erfolgreich und in großem Umfang Kois gezüchtet, die zum Teil ins Ausland exportiert werden.

## Kultur und Sehenswürdigkeiten

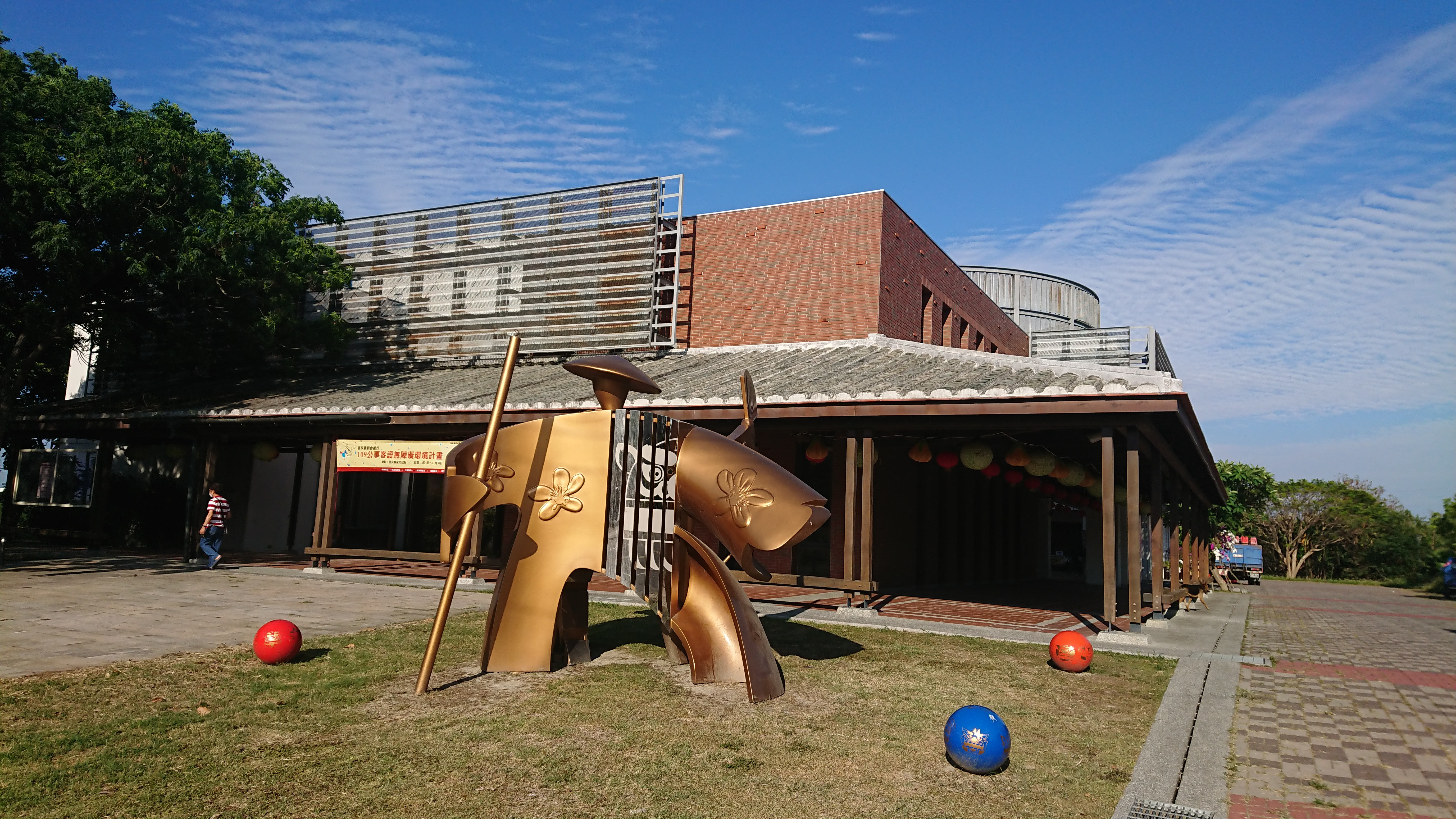
Das Zhao’an-Hakka-Kulturzentrum

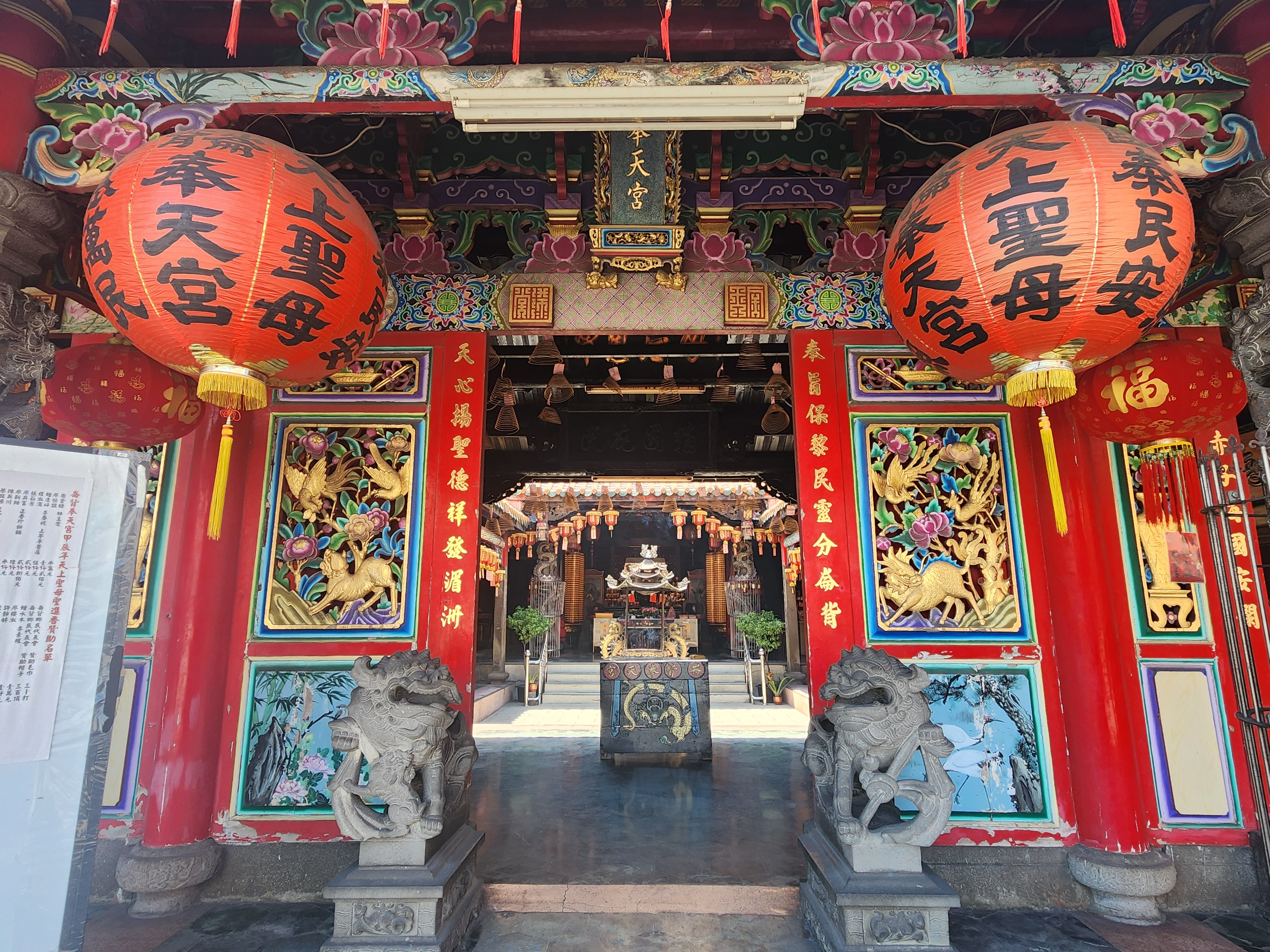
Eingang zum Fengtian Gong

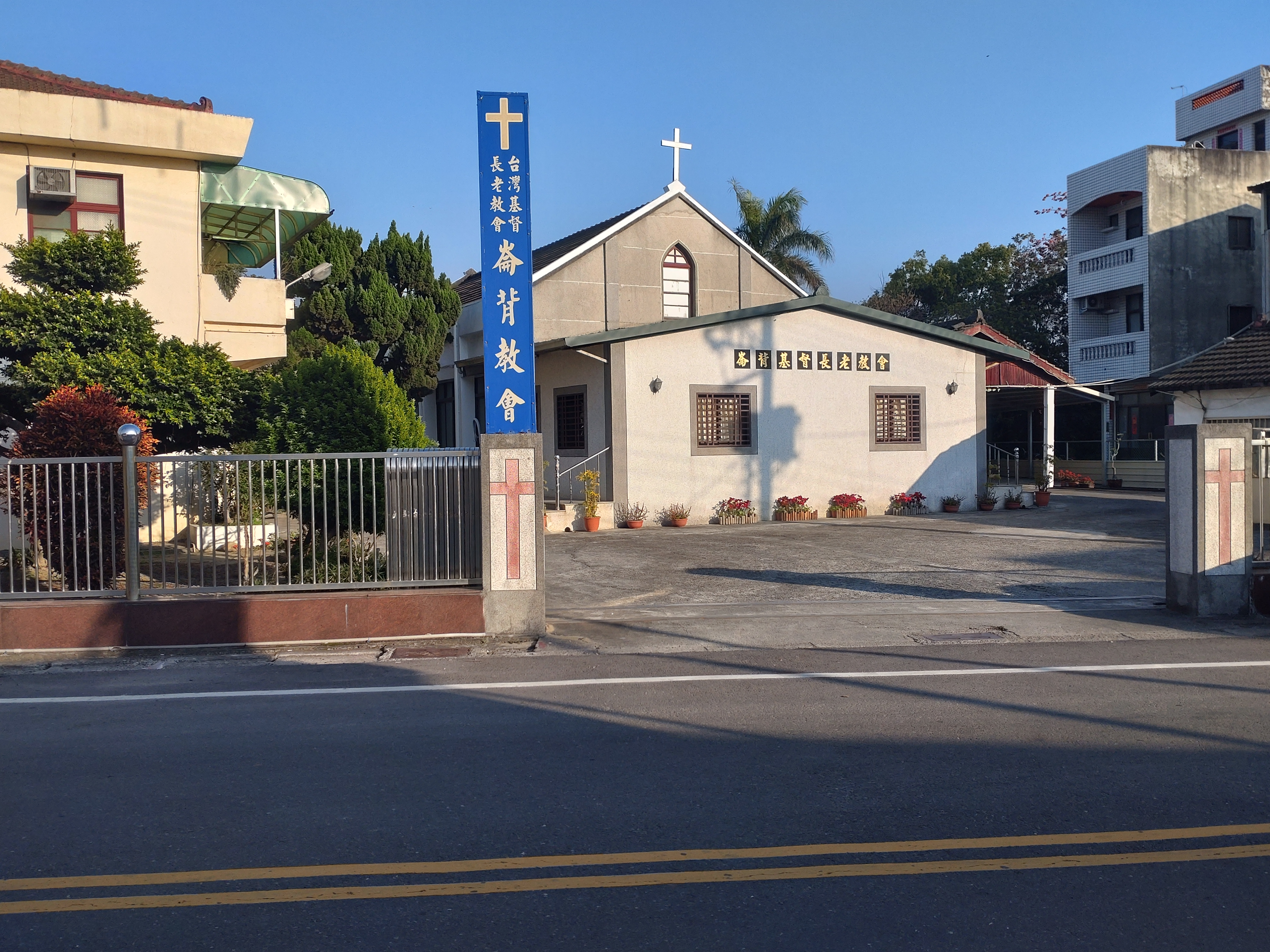
Die presbyterianische Kirche von Lunbei

Lunbei ist das bedeutendste Hakka-Siedlungsgebiet des Landkreises Yunlin. 40 % der Einwohner gehören dieser Volksgruppe an. Ihre Sprache ist die nach dem Herkunftsort ihrer Vorfahren benannte Zhao’an-Varietät des Hakka. Sie wird in den Grundschulen der Region unterrichtet, doch ihre Verwendung im Alltag geht vor allem bei der jüngeren Bevölkerung stark zurück und beschränkt sich heute im Wesentlichen auf den familiären Bereich. Das Zhao’an-Hakka-Kulturzentrum (詔安客家文化館) in Lunbei ist der Pflege Hakka-Kultur gewidmet und bietet Veranstaltungen, Ausstellungen und Aufführungen.
In Lunbei befinden sich mehrere daoistische und buddhistische Tempel sowie christliche Gemeinden. Der Tempel Fengtian Gong (奉天宮) wurde von den Bewohnern der Dörfer Dongming, Xirong und Nanyang im Jahr 1798 der Göttin Mazu zum Dank für die Errettung von einer Seuche errichtet. Weitere religiöse und gesellschaftliche Zentren sind der Yong’an Gong (永安宮) im Dorf Dayou, wo als Hauptgottheit Xuantian Shangdi verehrt wird, und der dem Gott Guandi gewidmete Shuntian Gong (順天宮) im Dorf Aquan. Der gleichnamige Shuntian Gong im Dorf Lunqian, in dem Mazu und Zhu Shuyu (朱千歲 Zhu Qiansui) verehrt werden, besitzt einen Teich, der in dem Ruf steht, durch sein Fengshui (seine Form ähnelt einem Reibstein, die des Bambus an seinem Ufer gleicht Schreibpinseln) den Einheimischen Erfolg beim Lernen und Studieren zu verschaffen.
Lunbei hat eine lange Tradition des Handpuppenspiels Budaixi (布袋戲).

## Persönlichkeiten
- Hsu Shu-ching (* 1991), Gewichtheberin